# Zonsverduistering van 2 oktober 1959

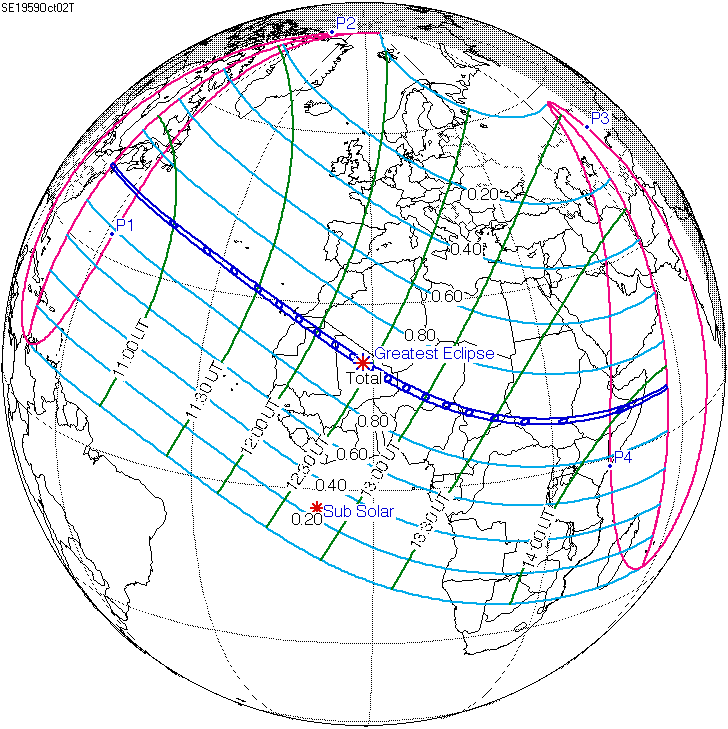
De zonsverduistering was te zien tussen de blauwe lijnen.

De totale zonsverduistering van 2 oktober 1959 trok veel over land en zee, en was achtereenvolgens te zien in deze vijftien staten en landen: Massachusetts, New Hampshire, Westelijke Sahara, Marokko, Mauritanië, Mali, Niger, Nigeria, Kameroen, Tsjaad, C.A.R., Noord Soedan, Zuid Soedan, Ethiopië en Somalië.

## Lengte

### Maximum
Het punt met maximale totaliteit lag in de woestijn van Mali ver van enig bewoond gebied tussen de plaatsen Taoudènit en Aguelhok en duurde 3m01,7s.

### Limieten
| Fenomeen                    | Code | Tijdstip UTC  |
| --------------------------- | ---- | ------------- |
| Eerste contact bijschaduw   | P1   | 09:49:08.4 UT |
| Eerste contact kernschaduw  | U1   | 10:49:51.6 UT |
| Kernschaduw compleet vanaf  | U2   | 10:50:51.5 UT |
| Bijschaduw compleet vanaf   | P2   | 12:08:05.8 UT |
| Maximum eclips              | GE   | 12:26:25.7 UT |
| Bijschaduw compleet t/m     | P3   | 12:45:09.2 UT |
| Kernschaduw compleet t/m    | U3   | 14:02:07.5 UT |
| Laatste contact kernschaduw | U4   | 14:03:11.6 UT |
| Laatste contact bijschaduw  | P4   | 15:03:44.7 UT |